# 王光 (正德進士)
王光（1460年—？年），字德輝，河南開封府陽武縣人，民籍。

## 生平
治《礼记》，由國子生中式弘治十一年（1498年）戊午科河南鄉試第四名舉人，年四十九歲中式正德三年（1508年）戊辰科會試第五十二名，第三甲第一百六十五名進士。初授博兴县知县，當時流贼掠境，王光备御有方，城赖以全。正德八年（1513年）六月擢广东道监察御史，十一年巡按陕西，边境肃然。正德末出知永平府，调任保定府，政尚宽易，吏民安之。嘉靖二年（1523年）二月迁山西按察司副使，六年十一月具疏乞休，遂致仕归，进阶正三品，卒于家，祀乡贤。

## 家族
曾祖王焕，郴州府同知。祖父王铎，邠州同知。父王皓，县丞。母孟氏。永感下。弟王见。